# Petit temple d'Abou Simbel
Ne pas confondre avec le Grand temple d'Abou Simbel (voir Temple d'Abou Simbel).
Le petit temple d'Abou Simbel est un spéos situé à Abou Simbel en Égypte. 
Il est voué au culte de Néfertari déifiée sous les traits d'Hathor, la première divinité à recevoir un culte dans ce temple. Il est taillé dans la roche en totalité, y compris la façade composée de six statues colossales de Ramsès II et de Néfertari ainsi que d'autres statues, bas-reliefs et frises.
À l'origine taillé dans la colline d'Ibshek, il a été déplacé avec le grand temple au sommet de la falaise d'origine afin de la sauver de la montée des eaux du lac Nasser provoquée par la construction du haut barrage d'Assouan dans les années 1960. Dans le but de reconstituer le site d'origine, le temple est recouvert d'une colline artificielle creuse.
Ramsès II ordonne la transformation du premier temple, dédié à Hathor, pour son épouse Néfertari. Celle-ci finit par s'identifier à la déesse et à l'instar de son mari dans le grand temple, elle reçoit un culte divin. Ainsi, elle obtient le privilège rare de pouvoir officier devant les divinités comme représentée sur les bas-reliefs du temple, y compris lors de l'offrande de la règle Maât, rôle dévolu à Pharaon seul.
Outre les bas-reliefs, elle est représentée sur la façade du temple sous la forme de deux colosses taillés dans la roche, encadrés par de plus grands colosses de Ramsès II. Elle porte la couronne à cornes et hautes plumes de la déesse Sothis, personnification de l'étoile Sirius qui était un repère astronomique d'importance et jouait un rôle essentiel dans la compréhension du retour de la crue annuelle.

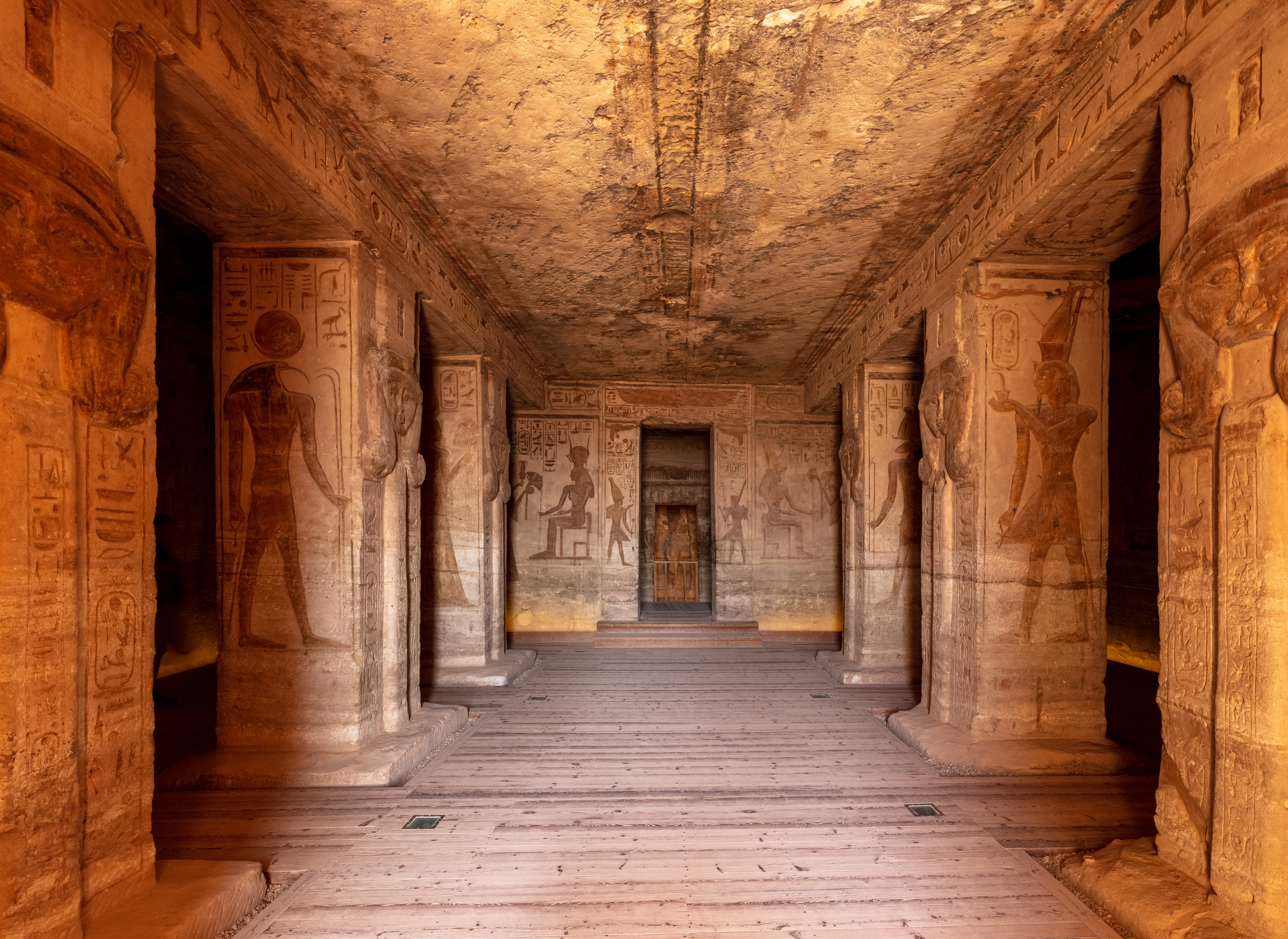
Intérieur du petit temple. Avril 2022.

Comme dans le Grand temple d'Abou Simbel dédié au roi, la salle hypostyle du petit temple est soutenue par six piliers ; ils sont décorés de scènes où la reine joue du sistre (instrument sacré de la déesse Hathor), avec les dieux Horus, Khnoum, Khonsou et Thot, et les déesses Hathor, Isis, Maât, Mout d'Asher, Satis et Taouret. Les chapiteaux des piliers portent le visage de la déesse Hathor ; ce type de colonne est connu sous le nom d'Hathorique.

## Galerie

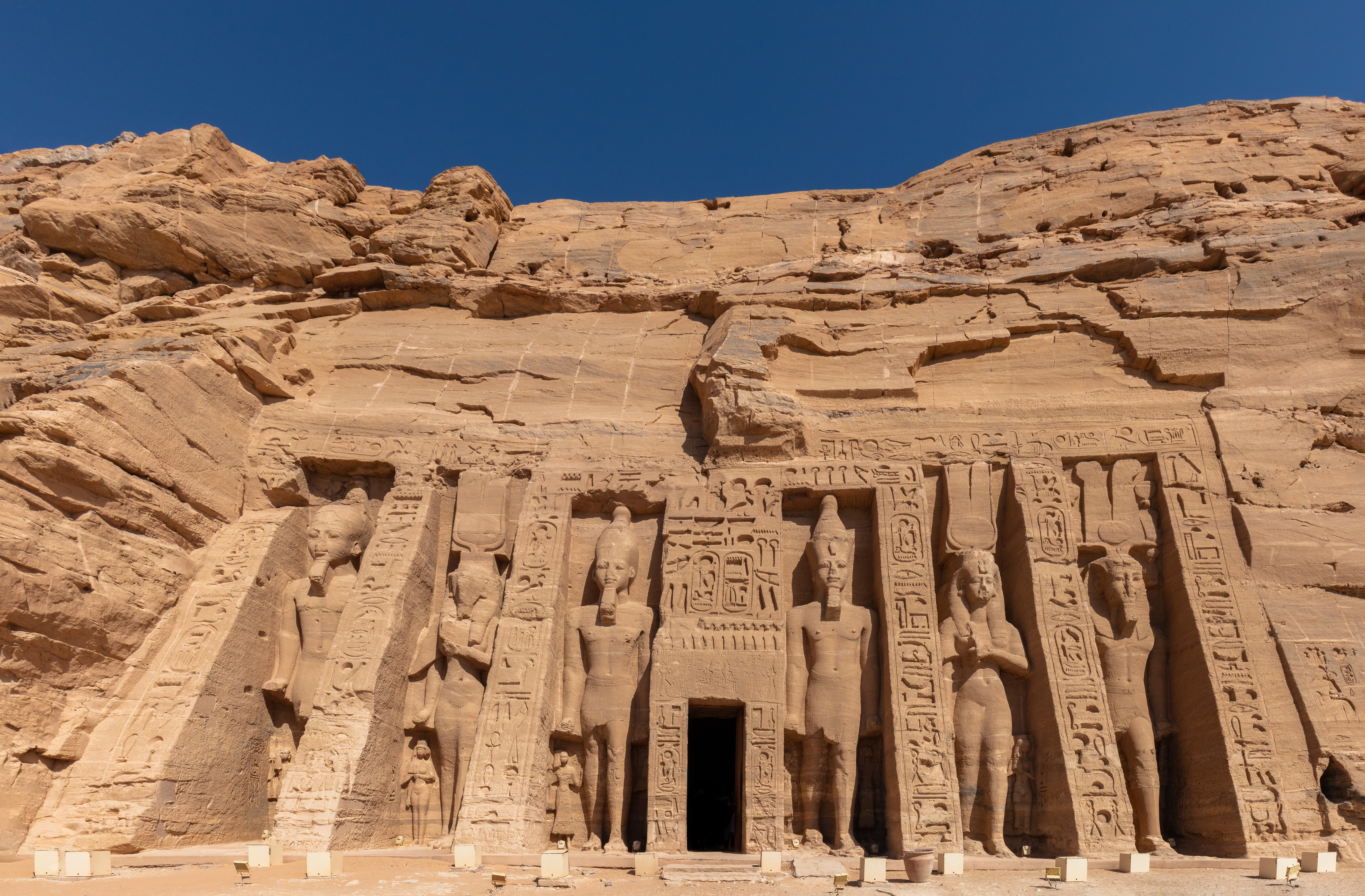
La façade du petit temple d'Abou Simbel. Avril 2022.
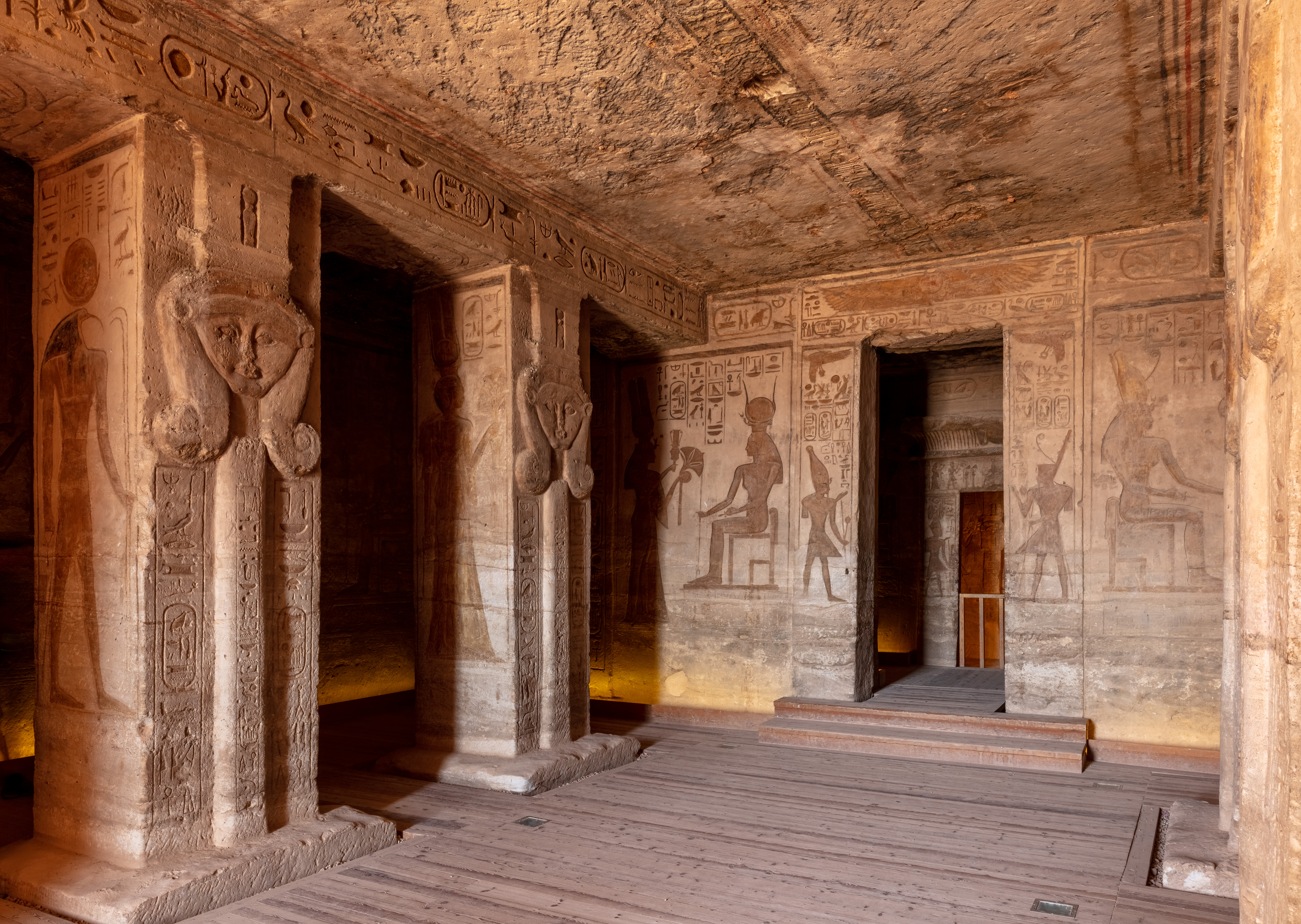
Intérieur du petit temple d'Abou Simbel.
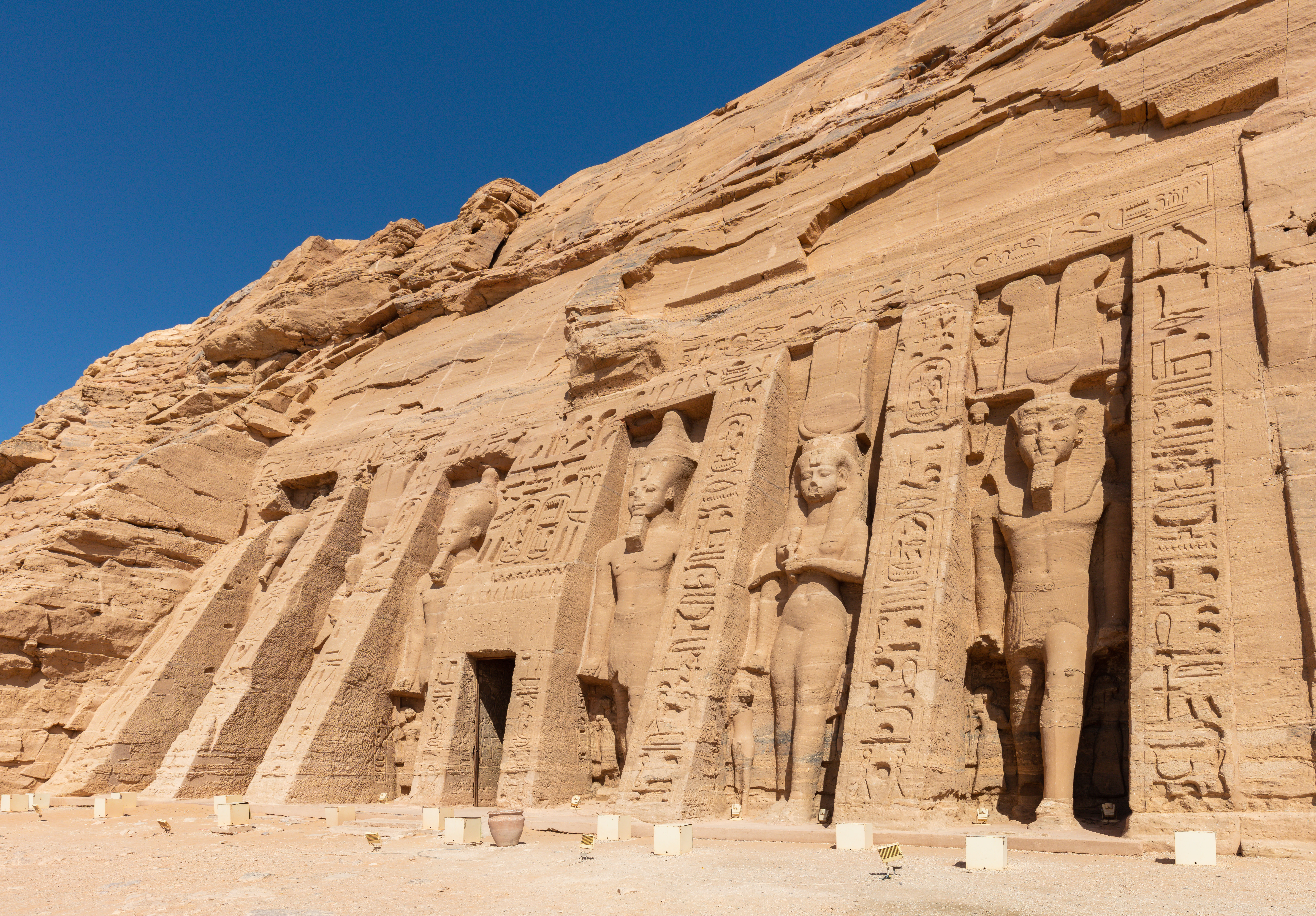
Façade du temple (2022).